# Francesco Eredi
Francesco Eredi (Rávena, c. 1575 o 1581 - ¿Rávena?, c. 1635) fue un compositor y maestro de capilla italiano.

## Vida
Francesco Eredi (la forma Heredi se encuentra en algunas fuentes) nació en Rávena en fecha indeterminada. Las fuentes no están de acuerdo en cuanto a la fecha de nacimiento; algunos dan el 10 de octubre de 1575, otros el 8 de enero de 1581. La primera fecha parece la más probable, dado que ya en 1599 Eredi fue contratado como profesor de música en el seminario. Esta cesión está confirmada por una carta fechada el 10 de julio y enviada por el vicario Fabio Tempestino al arzobispo de Rávena, Cristoforo Boncompagni, en el que se relata la crisis que ocupaba a la capilla de Rávena en ese momento, y en el que se relatan las flaquezas de Eredi, su juventud y su ligereza como maestro.
En 1600 tuvo su primer éxito como compositor, tras haber publicado su primer libro de madrigales en Venecia con el editor Ricciardo Amadino. La obra incluye veintitrés madrigales a cinco voces sobre versos de F. Alberti, Girolamo Parabosco, G. Casone y Giovanni Battista Guarini. El vigésimo segundo madrigal de la colección, Tra i fior, tra l'herbegiacque lusingatoda vaga alma bellezza, fue compuesto especialmente para la boda de Cesare Rasponi y Claudia Gori.
A partir de 1621 fue nombrado director de la orquesta de la Catedral, además de responsabilizarse de la música de distintas fiestas religiosas en diversas iglesias de la ciudad, pero también de fiestas seglaces.
Luego, en 1623, publicó de nuevo en Venecia con el editor Bartolomeo Magni, una colección de salmos a cinco voces titulada Integra omniumsolemnitatum velada Psalmodia quinque vocumcumduobus Beatae Mariaecanticis Virginis, un organum bassoad cum, dedicada al cardenal Luigi Capponi, arzobispo de Rávena. Lo que le valió el mismo año el puesto de maestro de capilla de la catedral. En su dedicatoria declara que la colección es su «primera obra», quizás porque la ve como su primer compromiso artístico real. Luego volvió a la música profana con una colección de veinte madrigales para cinco voces y bajo continuo, con versos tomados del Armida de Jerusalén liberada por el poeta italiano Torquato Tasso y que fue impreso en Venecia en 1629 por Alessandro Vincenti. La obra reúne veinte madrigales cuya forma narrativa y diálogo forman un madrigal dramático; Rávena es una ciudad con un fuerte interés por el teatro. Aunque Rávena no tenía grandes festivales de teatro, cada ocasión religiosa, cada evento era motivo de representaciones teatrales, que tenían lugar principalmente en monasterios o academias. Además, la elección del texto en verso de Eredi está en línea con una cierta predilección, mostrada en Rávena durante el siglo XVII para el género pastoril.
Parece que permaneció en el magisterio de la Catedral de Rávena y otras instituciones de la ciudad hasta su fallecimiento. Se desconoce la fecha exacta de su fallecimiento.

## Obra
Hará la mayor parte de su carrera en Rávena, escribiendo música sacra pero también música secular.
- Il primo libro de madrigali, 23 madrigales, publicado en 1600 en Venecia.
- Integra omniumsolemnitatum vespertina psalmodia quinque vocumcumduobus Beatae Virginis Mariaecanticis, una cum bassoad organum, publicado en 1623 en Venecia.
- L'Armida del Tasso', opus 3, 20 madrigales, publicado en 1629 en Venecia.[4]
- Caro amoroso foco, madrigal a 5 voces, presente en una colección de 1604.
- Hor chè giunto, madrigal para 5 voces, presente en una colección de 1616.